# Carla Gravina
Carla Gravina (Gemona del Friuli, 5 augustus 1941) is een Italiaanse actrice en politica.

## Leven en werk

### Beginjaren in de film- en televisiewereld
Carla Gravina debuteerde in de filmwereld op vijftienjarige leeftijd: in de komedie Guendalina (1957) vertolkte ze het vriendinnetje van het titelpersonage. Een jaar later speelde ze al de hoofdrol in het romantisch drama Primo amore. Onmiddellijk daarop stond ze al te acteren naast onder meer Marcello Mastroianni, Vittorio Gassman en Claudia Cardinale in de komedie I soliti ignoti, een van de grote successen van het Italiaanse filmjaar 1958 en verkozen tot een van de 100 film italiani da salvare.
Nog in 1958 debuteerde ze op het kleine scherm in de miniserie Padri e figli naar Toergenjevs Vaders en zonen. In 1959 werd ze assistente in het televisiemuziekprogramma Il Musichiere.

### Jaren zestig

#### Toneel
Aan het begin van de jaren zestig ontdekte Gravina het theater. In 1960 vertolkte ze Julia op het Shakespearefestival in Verona. Ze ontmoette er Gian Maria Volonté die gedurende lange tijd haar partner was en met wie ze een sterk politiek engagement gemeenschappelijk had. Ze beleefde verscheidene drukke toneeljaren.

#### Film
Gravina acteerde in de jaren zestig in een tiental films. Zo was ze in 1960 te zien in twee oorlogsfilms: Tutti a casa, een drama dat aanvangt op de dag dat Italië de wapens neerlegt tegen de Geallieerden, was een van de grote successen van het Italiaanse filmjaar 1960. De film werd eveneens verkozen tot een van de 100 film italiani da salvare. In de Italiaans-Amerikaanse coproductie 5 Branded Women speelde ze een van de vijf Joegoslavische dorpsvrouwen die door de partizanen kaal geschoren worden op beschuldiging van betrekkingen met de nazi's. Daarna bleef ze een hele tijd weg van het grote scherm.
Naar het einde van de jaren zestig toe verscheen ze weer op het witte doek, in rijpere rollen. Zo verleende ze samen met Volonté haar medewerking aan I sette fratelli Cervi (1968), een op ware feiten gebaseerd weerstandsdrama over zeven broers-partizanen die samen gefusilleerd werden. Het koppel Gravina-Volonté acteerde ook samen in de spaghettiwestern Quien sabe? (1966) en in de misdaadfilm Banditi a Milano (1968).
Ze maakte ook deel uit van de cast van het op een echt gebeurd religieus schandaal gebaseerd historisch drama La monaca di Monza (1969), een kassucces in Italië.

### De Frans getinte filmjaren zeventig
In de jaren zeventig was ze al evenmin erg productief in de filmwereld. Opvallend was haar aanwezigheid in een zestal Frans(-Italiaans)e films waarin ze acteerde naast gevestigde Franse acteurs zoals Jean-Louis Trintignant (Sans mobile apparent), Jean-Paul Belmondo (L'Héritier), Alain Delon (Tony Arzenta en Comme un boomerang), Jean Rochefort (L'Héritier en Salut l'artiste) en Charles Denner (L'Héritier en Toute une vie).
In Italië draaide Gravina twee fel opgemerkte films: Alfredo, Alfredo (1972) was een heel succesrijke komedie van Pietro Germi, de specialist van de zedenkomedie. De film werd bedacht met de David di Donatello voor beste film. Gravina belichaamde de meer meegaande vrouw voor wie Dustin Hoffman zijn bazige echtgenote (Stefania Sandrelli) wil verlaten in een periode waarin het in Italië nog erg moeilijk was om te scheiden. In de horrorfilm L'anticristo (1974) speelde ze een door de duivel bezeten vrouw die mannen verleidt om hen daarna te doden.

### Latere carrière
In de jaren tachtig en negentig speelde Gravina welgeteld nog in vijf films. In 1980 deed Ettore Scola een beroep op haar talent voor La terrazza, een lange praatfilm waarin zij als feministische echtgenote haar man, een journalist (Marcello Mastroianni, voor de derde keer haar filmpartner) naar de kroon steekt en hem ten slotte verlaat. Op het Filmfestival van Cannes werd ze gelauwerd voor haar acteerprestatie.
In 1993 sloot Gravina haar filmcarrière af met het drama Il lungo silenzio (Margarethe von Trotta). Haar laatste filmrol werd bedacht met twee belangrijke prijzen en diverse nominaties. Omstreeks die tijd stopte Gravina, die een vruchtbare televisiecarrière gekend had, ook haar televisiewerk. Naar het einde van de 20e eeuw toe trok ze zich eveneens terug uit de wereld van het theater.

### Politica
Gravina was bij de algemene verkiezingen van 1979 kandidaat voor de Italiaanse Communistische Partij in Milaan. Ze werd niet verkozen maar ze volgde als eerste plaatsvervanger Luigi Longo bij zijn overlijden in 1980 op in de Kamer van Afgevaardigden van 1980 tot 1983.

### Privéleven
Carla Gravina vormde lange tijd een koppel met de toen gehuwde acteur Gian Maria Volonté. Samen hebben ze een dochter.

## Filmografie (selectie)
- 1957 - Guendalina (Alberto Lattuada)
- 1957 - Amore e chiacchiere (Alessandro Blasetti)
- 1958 - Primo amore (Mario Camerini)
- 1958 - I soliti ignoti (Mario Monicelli)
- 1959 - Policarpo, ufficiale di scrittura (Mario Soldati)
- 1959 - Esterina (Carlo Lizzani)
- 1960 - Tutti a casa (Luigi Comencini)
- 1960 - 5 Branded Women (Martin Ritt)
- 1961 - Un giorno da leoni (Nanni Loy)
- 1966 - Quien sabe? (Damiano Damiani)
- 1968 - I sette fratelli Cervi (Gianni Puccini) (1968)
- 1968 - Banditi a Milano (Carlo Lizzani) (1968)
- 1969 - Sierra Maestra (Ansano Giannarelli)
- 1969 - La donna invisibile (Paolo Spinola)
- 1969 - Cuore di mamma (Salvatore Samperi)
- 1969 - La monaca di Monza (Eriprando Visconti)
- 1971 - Sans mobile apparent (Philippe Labro)
- 1972 - Alfredo, Alfredo (Pietro Germi)
- 1972 - Il caso Pisciotta (Eriprando Visconti)
- 1972 - L'Héritier (Philippe Labro)
- 1973 - Tony Arzenta (Big Guns) (Duccio Tessari)
- 1973 - Salut l'artiste (Yves Robert)
- 1974 - L'anticristo (Alberto De Martino)
- 1974 - Il gioco della verità (Michele Massa)
- 1974 - Toute une vie (Claude Lelouch)
- 1976 - Comme un boomerang (José Giovanni)
- 1980 - La terrazza (Ettore Scola)
- 1988 - I giorni del commissario Ambrosio (Sergio Corbucci)
- 1993 - Il lungo silenzio (Margarethe von Trotta)

## Prijzen en nominaties

### Prijzen
- 1958 - Amore e chiacchiere : Vela d'argento voor beste actrice op het Internationaal Filmfestival van Locarno
- 1980 - La terrazza : prijs voor de beste vrouwelijke bijrol op het Filmfestival van Cannes
- 1993 - Il lungo silenzio : Globo d'oro voor beste vrouwelijke hoofdrol en prijs voor beste actrice op het Internationaal filmfestival van Montreal

### Nominaties
- 1993 - Il lungo silenzio : David di Donatello voor beste vrouwelijke hoofdrol en European Film Awards voor beste actrice

## Theater (selectie)
- Le baruffe chiozzotte, komedie van Carlo Goldoni, (1964)
- La governante, komedie van Vitaliano Brancati (1984)
- La locandiera, komedie van Carlo Goldoni (1986)

- Biblioteca Nacional de España: XX1319594
- Bibliothèque nationale de France: cb13950760z (data)
- Gemeinsame Normdatei: 1062392132
- International Standard Name Identifier: 0000 0001 1456 0912
- Library of Congress Control Number: nr99005484
- Nationale Bibliotheek van Tsjechië: xx0179753
- Istituto Centrale per il Catalogo Unico: RAVV088762
- Système universitaire de documentation: 061555398
- Virtual International Authority File: 119846588
- WorldCat: E39PBJgt9gGmCmbMb4mR8r3G73